# آن ميزر
آن ميزر (بالإنجليزية: Anne Mazer)‏ (1953)؛ كاتِبة مُتخصِّصة في أدب الأطفال وروائية أمريكية.